# Edelsitz Kollersaich

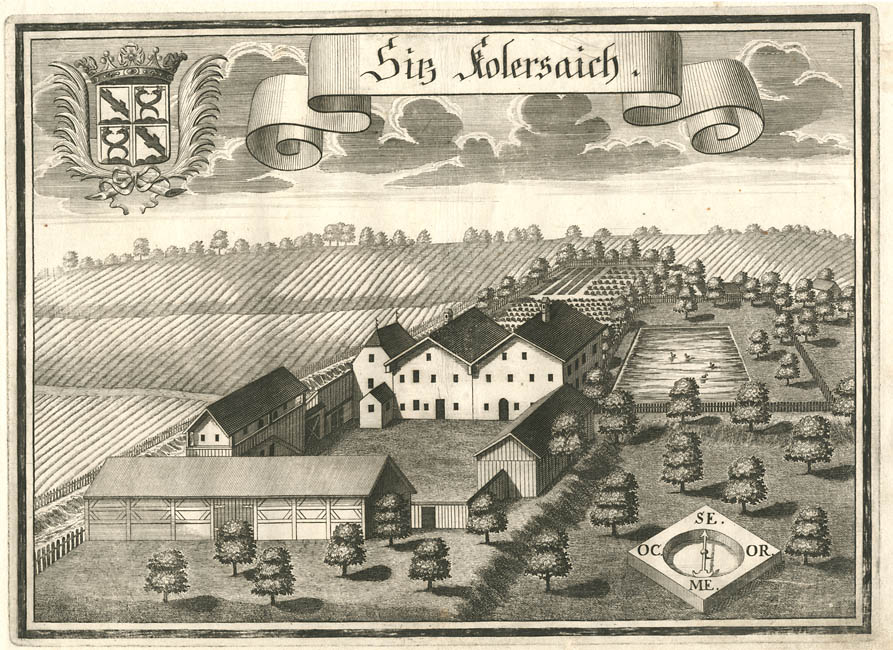
Edelsitz Kollersaich auf einem Stich von Michael Wening von 1721

Der Edelsitz Kollersaich befand sich Kollersaich, einem Gemeindeteil des niederbayerischen Marktes Massing im Landkreis Rottal-Inn. Die Anlage wird als Bodendenkmal unter der Aktennummer D-2-7641-0012 mit der Beschreibung „Burgstall des späten Mittelalters und der frühen Neuzeit (‚Sitz Kollersaich‘)“ geführt.

## Geschichte
Kollerseich war im Besitz des Geschlechts der Scharfsöder, diese stammen von dem kurfürstlichen Ritterlehen in Linden, einem Ortsteil von Hebertsfelden, ab. 1407 wird ein Stephan Scharffeder zu Kollersaich genannt. 1455 wird im Gericht Eggenfelden ein Hanns Scharfsöd zu Kolasaich erwähnt. Diese Familie bleibt bis Mitte des 18. Jahrhunderts hier ansässig. Als letzte wird in der Landtafel von 1752 die unverheiratet gebliebene Maria Josefa Freiin von Scharfsed erwähnt. 1560 und 1737 werden hier ein Sitz und ein Sedel erwähnt, d. h. Kollerseich war eine Hofmark.
Ab 1760 ist Maximilian Freiherr von Berchem  im Hofanlagebuch eingetragen. Er war mit einer Maria Anna Franziska Freiin von Scharfsed auf Kollersaich, geborene von Schleich, verwandt, die ihm testamentarisch (1756) Kollersaich vermacht hatte. Auf ihn folgt 1780 Maria Theresia Eleonora Reichsgräfin von Ceßana et Colle auf Langquart und Ponbruck. Die Muhme der Maria Anna Franziska war eine von Guggenmoos, geborene von Colle. Nach dem Tod der Maria Theresia Eleonora ging der Sitz 1788 auf dem Erbweg an Siegmund Freiherrn von Gugomos auf Geistdorf. Von diesem kaufte Josef Anton Graf von Jonner am 23. Juli 1794 das Anwesen und das Ortsgericht. Kolleraich gehörte 1818 bis 1823 zum Landgericht Eggenfelden bzw. zur Gemeinde Wolfsegg II und teilt im Folgenden das Geschick dieser Gemeinde. Das Patrimonialgericht wurde am 10. April 1835 vom Staat eingezogen, da der Hofmarksinhaber Graf Jonner von Doß die Dominikalsteuern und die Kreisumlagen nicht zahlen konnte.

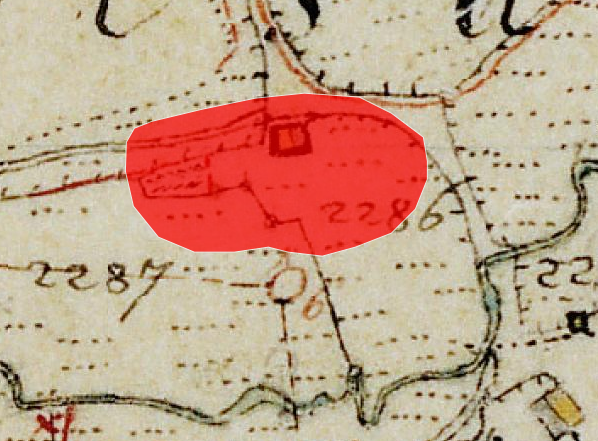
Lageplan von Sitz Kollersaich auf dem Urkataster von Bayern

## Baulichkeit
Der Sitz Kollersaich lag 50 m nördlich des Roßbachs, einem rechten Zufluss der Rott. Nach dem Stich von Michael Wening war Kollerseich eine aus drei zusammengebauten Häusern bestehende Anlage. Eines davon besitzt ein Krüppelwalmdach und dürfte als das Herrenhaus anzusprechen sein. U. U. sind die beiden anderen Gebäude der 1560 und 1737 erwähnte Sedelhof von Kollerseich. Mit weiteren bäuerlichen Gebäuden bildet das Ensemble eine rechteckige Hofanlage. Die Anlage scheint aufgeböscht zu sein, eventuell ein Hinweis auf eine früher hier bestehende Niederungsburg. Neben den Gebäuden liegt ein viereckiger Teich, dahinter sind Gartenanlagen erkennbar. Die Anlage macht keineswegs einen wehrhaften Eindruck. Heute ist das Gelände modern überbaut (Haus Nr. 9) und von dem ehemaligen Sitz ist obertägig nichts mehr erhalten. 